# شهرستان آسکران (استان خودمختار قره‌باغ کوهستانی)
شهرستان آسکران (ترکی آذربایجانی: Əsgəran rayonu;ارمنی: Ասկերանի շրջան) یک واحد اداری در استان خودمختار قره‌باغ کوهستانی سابق (NKAO) بود. استان خودمختار قره باغ درون جمهوری سوسیالیستی شوروی آذربایجان قرار داشت.

## تاریخچه
تا سال ۱۹۷۸ این منطقه شهرستان استپاناکرت نام داشت و مرکز آن شهر استپاناکرت بود. در سال ۱۹۷۸ مرکز این شهرستان به شهر آسکران انتقال یافت و نام آن نیز به شهرستان آسکران تغییر یافت.
استان خودمختار قره‌باغ در ۲۶ نوامبر ۱۹۹۱ منحل شد. پس از آن نام این منطقه توسط جمهوری آذربایجان به شهرستان خوجالی تغییر یافت.
در جریان جنگ اول قره‌باغ، تمام این ناحیه تحت کنترل جمهوری خودخوانده آرتساخ قرار گرفت. پس از پایان جنگ اول قره‌باغ این شهرستان تبدیل به یکی از استان‌های جمهوری آرتساخ با نام استان آسکران گردید. با این حال در جریان جنگ دوم قره باغ (۲۰۲۰)، آذربایجان توانست کنترل بخش‌هایی از این منطقه را دوباره به دست آورد.

## جمعیت‌شناسی
| سال  | جمعیت | ترکیب قومی                                    | منبع          |
| ---- | ----- | --------------------------------------------- | ------------- |
| ۱۹۲۶ | ۲۶۷۷۸ | ۹۹٬۷٪ ارمنی‌ها، ۰٬۱٪آذربایجانی‌ها، ۰٬۱٪ روس‌ها   | سرشماری شوروی |
| ۱۹۳۹ | ۲۹۳۲۱ | ۹۱٬۷٪ ارمنی‌ها ۶٬۹٪ آذربایجانی‌ها، ۱٬۰٪ روس‌ها   | سرشماری شوروی |
| ۱۹۵۹ | ۲۰۶۹۴ | ۸۵٬۵٪ ارمنی‌ها، ۱۳٬۹٪ آذربایجانی‌ها، ۰٬۴٪ روس‌ها | سرشماری شوروی |
| ۱۹۷۰ | ۱۹۵۷۰ | ۷۹٬۹٪ارمنی‌ها، ۱۹٬۳٪ آذربایجانی‌ها، ۰٬۱٪ روس‌ها  | سرشماری شوروی |
| ۱۹۷۹ | ۲۰۰۹۴ | ۷۳٬۵٪ ارمنی‌ها، ۲۶٬۰٪آذربایجانی‌ها، ۰٬۲٪ روس‌ها  | سرشماری شوروی |